# سخنرانی وضعیت کشور آمریکا

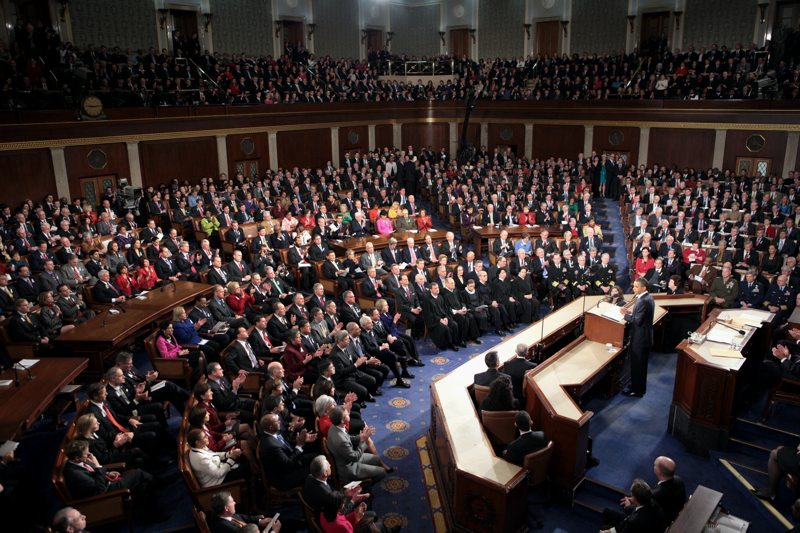
باراک اوباما در حال سخنرانی وضعیت کشور در سال ۲۰۱۱

رؤسای جمهور ایالات متحده آمریکا در جلسه مشترک نمایندگان مجلس نمایندگان و سنای کنگره ایالات متحده آمریکا سخنرانی سالیانه‌ای انجام می‌دهند که اصطلاحاً سخنرانی وضعیت کشور (به انگلیسی: State of the Union Address) گاهی به اختصار (انگلیسی: SOTU) نام دارد. این سخنرانی به نطق وحدت نیز مشهور است.
در این سخنرانی‌ها رؤسای جمهور عمده‌ترین برنامه‌های کاری خود را در عرصه داخلی و خارجی برای یک سال بعد تشریح می‌کنند. این سنت از زمان ریاست جمهوری جرج واشینگتن نخستین رئیس‌جمهور ایالات متحده آمریکا به‌طور مرتب و هر ساله برگزار می‌شود.
این امر بنا بر الزام مندرج در ماده ۲، بخش ۳، بند ۱ قانون اساسی ایالات متحده آمریکا انجام می‌شود که طبق آن رئیس‌جمهور باید گزارش دوره ای به مجلس ارائه دهد. در بیشتر قرن اول کشور، رئیس‌جمهور فقط یک گزارش کتبی به کنگره ارائه می‌کرد. پس از سال ۱۹۱۳، وودرو ویلسون، بیست و هشتمین رئیس‌جمهور ایالات متحده، سخنرانی منظم شخص رئیس‌جمهور به صورت حضوری در کنگره آمریکا را به عنوان راهی برای حمایت از دستور کار رئیس‌جمهور آغاز کرد. با ظهور رادیو و تلویزیون، این سخنرانی در بسیاری از شبکه‌ها به صورت زنده در سراسر کشور پخش می‌شود.